# Municipio de Conestoga
El municipio de Conestoga (en inglés: Conestoga Township) es un municipio ubicado en el condado de Lancaster en el estado estadounidense de Pensilvania. En el año 2000 tenía una población de 3.749 habitantes y una densidad poblacional de 99 personas por km².

## Geografía
El municipio de Conestoga se encuentra ubicado en las coordenadas 39°55′00″N 76°22′59″O / 39.91667, -76.38306.

## Demografía
Según la Oficina del Censo en 2000 los ingresos medios por hogar en la localidad eran de $51,895 y los ingresos medios por familia eran de $57,768. Los hombres tenían unos ingresos medios de $37,284 frente a los $25,956 para las mujeres. La renta per cápita de la localidad era de $21,939. Alrededor del 3,5% de la población estaba por debajo del umbral de pobreza.